# Aubert de Villaine

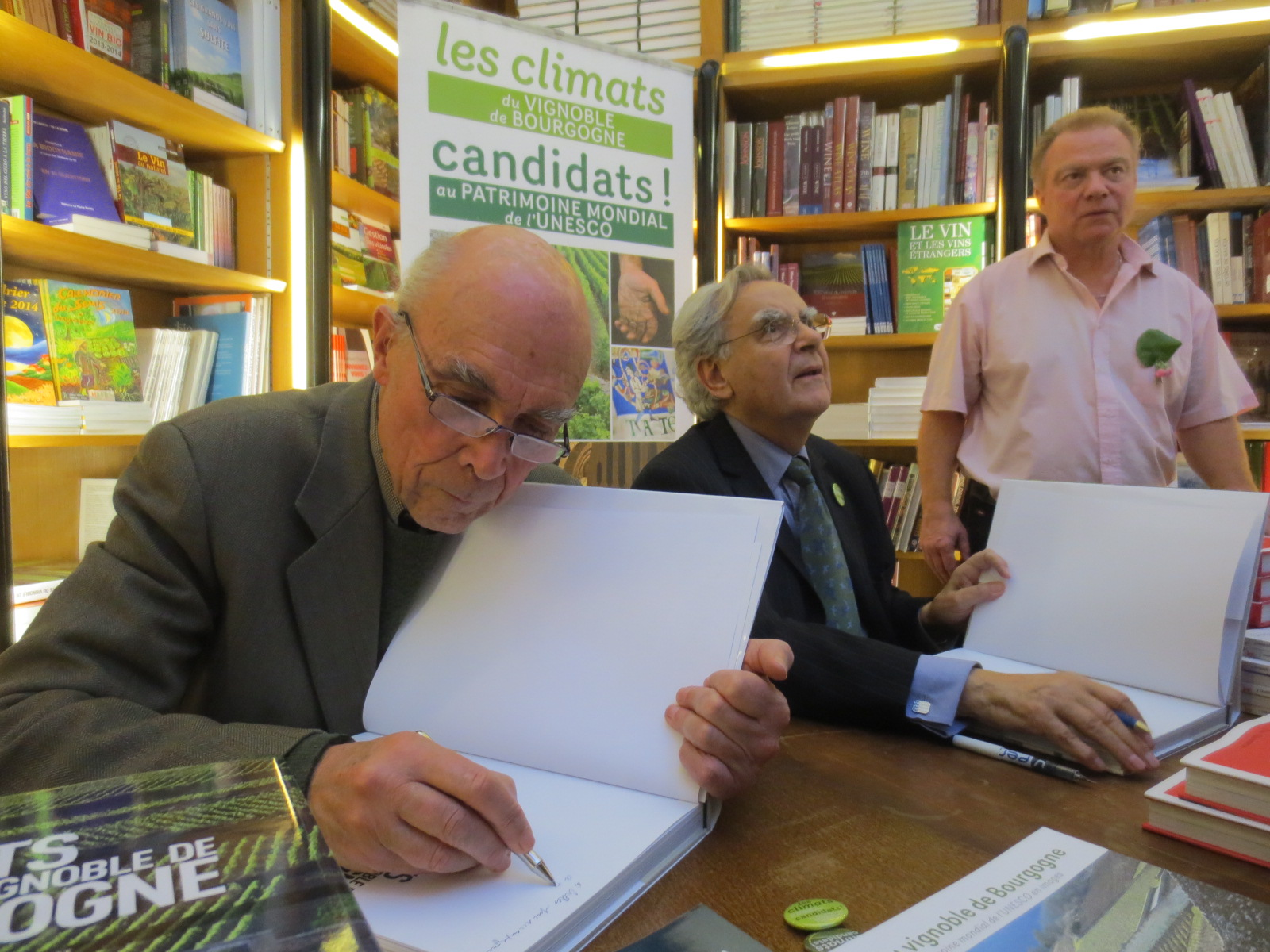
Aubert de Villaine bei einer Veranstaltung in den Hospices de Beaune

Aubert Gaudin de Villaine (* 8. Februar 1939 in Rennes), ein französischer Winzer, Mitinhaber des weltweit bekannten Weingutes Domaine de la Romanée-Conti in Burgund und aktiver Partner als Vertreter der Villaine-Familie unter den beiden Eigentümer-Familien de Villaine und Leroy.
Zusammen mit der Winzerin Lalou Bize-Leroy aus der Familie Leroy wirkte de Villaine darauf hin, dass die Weine der DRC zu den meistgesuchten und teuersten Weinen der Welt gehören.
Nach einer Serie von Streitigkeiten und Auseinandersetzungen schied Bize-Leroy als Miteigentümerin und aktive Winzerin aus. Unter anderen Gründen wurde die Unzufriedenheit Bize-Leroys über de Villaines Beteiligung an einer Verkostung bekannt. Diese als „Weinjury von Paris“ bekanntgewordene Verkostung hatte zum Ziel, die klassischen französischen Weine gegen die aufkommenden hochklassigen kalifornischen Weine zu bewerten.
Aubert de Villaine hält mit seiner Frau Pamela F. de Villaine auch Anteile am kalifornischen Weingut Hyde de Villaine, das im Gebiet von Carneros unweit von Napa liegt. Mit der Domaine A. & P. De Villaine in Bouzeron betreibt er ein Weingut, das der Rebsorte Aligoté gewidmet ist. Zwischen März 2001 und März 2008 war er Bürgermeister von Bouzeron.
Im Juni 2009 stellte der 70-jährige Aubert mit seinem Neffen Bertrand de Villaine seinen künftigen Nachfolger als Leiter der Domaine de la Romanée-Conti vor. Bertrand de Villaine stand zuvor einigen Optikergeschäften in Dijon und Chalon-sur-Saône vor.